# Bandits (film, 1997)
Pour les articles homonymes, voir Bandit (homonymie).
Pour plus de détails, voir Fiche technique et Distribution.
Bandits est un film allemand en langue allemande réalisé par Katja von Garnier, sorti en 1997.

## Synopsis
La cavale de quatre prisonnières à travers l'Allemagne. 

## Fiche technique
- Titre original : Bandits
- Réalisation : Katja von Garnier
- Scénario et dialogues : Katja von Garnier et Uwe Wilhelm
- Photographie : Torsten Breuer
- Montage : Hans Funck
- Décors :
- Costumes : Claudia Bobsin
- Musique : Nicolette Krebitz, Katja Riemann et Jasmin Tabatabai
- Pays d'origine :  Allemagne -  France
- Langue : allemand
- Production : Harald Kügler, Elvira Senft et Molly von Fürstenberg
- Société de production :
- Allemagne : Bavaria Film, Olga Film, ProSieben
- France : Flach Film, Lepetit Films
- Format : couleurs - 1,37:1 - Son : Dolby SR
- Genre : drame musical
- Durée : 110 minutes
- Dates de sortie :
  -  Allemagne : 3 juillet 1997
  -  Canada : 12 septembre 1997 (Festival international du film de Toronto)
  -  France : 21 octobre 1998
  -  États-Unis : 24 septembre 1999 (à New York)
  -  États-Unis : 8 octobre 1999 (à Los Angeles)

## Distribution
- Jasmin Tabatabai : Luna
- Nicolette Krebitz : Angel
- Katja Riemann : Emma
- Jutta Hoffmann : Marie
- Hannes Jaenicke : Schwarz
- Werner Schreyer : West
- Andrea Sawatzki : Ludwig
- Oliver Hasenfratz : Schneider
- August Schmölzer : Gunther

## Bande originale
- Les «Bandits» étant avant tout un groupe de Rock'N'Roll, la bande originale joue véritablement le rôle de la cinquième évadée. Ces chansons ont presque toutes été écrites par le duo Jasmin Tabatabai - Nicolette Krebitz. Le succès de cette bande originale fut foudroyant en Allemagne, avec plus de 700 000 albums CD vendus. À noter que Jasmin Tabatabai fait une double carrière d'actrice et de chanteuse.

## Box-office
- Le film a enregistré 998 574 entrées en salles en Allemagne[réf. nécessaire].